# Tony Martinez
Tony Martinez (11 december 1969) is een Spaans-Belgische darter. Hij is actief op toernooien van de PDC.

## Carrière
Op de Q-School in 2022 behaalde Martinez zijn Tour Card door vierde te eindigen in de Europese Q-School Order of Merit, waardoor hij twee jaar kan deelnemen op het PDC-circuit.
In 2022 nam Martinez samen met landgenoot José Justicia deel aan de World Cup of Darts. Ze werden in de eerste ronde uitgeschakeld door de Duitsers Gabriel Clemens en Martin Schindler.
Martinez wist zich via de Tour Card Qualifiers te kwalificeren voor de Austrian Darts Open 2022. Hij werd in de eerste ronde uitgeschakeld door Gabriel Clemens. Ook in de German Darts Grand Prix 2023 werd Martinez uitgeschakeld in de eerste ronde, ditmaal door Chris Dobey.

## Resultaten op Wereldkampioenschappen

### WDF

#### World Cup
- 2003: Voorronde (verloren van Charles Losper met 3-4)
- 2007: Laatste 64 (verloren van Ken MacNeil met 1-4)
- 2015: Laatste 32 (verloren van József Rucska met 2-4)
- 2017: Laatste 64 (verloren van Willem Mandigers met 3-4)